# Zsukiménes
Zsukiménes (románul: Juc-Herghelie) falu Romániában, Erdélyben, Kolozs megyében.

## Fekvése
Kolozsvártól 13 km-re északkeletre, a DN1C főút mellett fekszik.

## Története
Kialakulását a vasútnak köszönheti. 1890-ben báró Wesselényi Béla megalapította az Erdélyrészi Falkavadász Társaságot, és vadászkastély építésébe fogott a nemeszsuki vasútállomás mellett. Két évtizeden át minden nyár végén leköltöztette ide zsibói ménesét, szeptember vége és november 3. között pedig nagyszabású vadászatokat és lóversenyeket rendezett az úri közönség számára. A birtok az erdélyi arisztokrata családok és katonatisztek állandó őszi találkozóhelyévé vált. Az őszi vadászatok hagyománya az I. világháború alatt megszakadt, 1940 és 1943 között Bánffy Miklós élesztette fel.
1902-ben katonai ménest alapítottak, ahol tiszti versenylovakat, parádéslovakat tenyésztettek. 1920-ban a román hadsereg egy helyi születésű katonája által Mezőhegyesi Ménesbirtokról zsákmányolt Furioso-north star lovakkal gazdagodott az állomány. A két világháború között és 1948-ig királyi ménesbirtok működött itt, amelyet akkor államosítottak. A kommunizmus alatt továbbra is sportlovakat tenyésztettek itt. A kommunista időszak végén a létesítmény állaga leromlott. A 2000-es években egy norvég–román vállalat felújította, és újraépítette a versenypályát is, amelyet 2008-ban adtak át.
A település a 401-es vasútvonal mentén elhelyezkedő tanyákból vált önállóvá 1956-ban.
2002-ben 479 lakosából 441 volt román és 37 magyar nemzetiségű; 418 ortodox, 23 református, 12 görögkatolikus és 8 adventista vallású.

## Látnivalók
- A romos egykori Hubertusz-lak.
- A Teleki család egykori nyaralója, parkkal (használaton kívül).[5] 1905-ben Medgyaszay István tervei szerint alakították át.[6]

## Gazdasága
- A megyei közigazgatás kezdeményezésére itt épült meg a Tetarom III ipari park. Az első befektető, a finn Nokia 2008-ban adta át új gyárának első részlegét, amely mobiltelefonokat gyárt. Az új gyárral a Nokia bekerült a negyven legnagyobb romániai cég közé.[7]
- Állattenyésztési kísérleti állomás.
- Bútorgyár (svéd–román vegyes tulajdonú).
- Gyümölcslégyártó üzem.[8]